# Anarhynchus frontalis
Il beccostorto (Anarhynchus frontalis Quoy & Gaimard, 1830), è un uccello della famiglia Charadriidae, unico rappresentante del genere Anarhynchus.

## Distribuzione e habitat
Questo uccello nidifica nelle regioni di Canterbury e Otago in Nuova Zelanda. Sverna a nord del parallelo 38°S sull'Isola del Nord.